# Luis Benasús
Luis Alberto Benasús (* 20. Jahrhundert) ist ein uruguayischer Bowlingspieler.
Luis Benasús nahm mit der uruguayischen Mannschaft an den Südamerikaspielen 1986 in Chile teil. Dort gewann er im Doppelwettbewerb mit Julio Barañano Gold. Eine weitere Goldmedaille holte er in der „Clasificación Petersen“. In der „Clasificación Escalerilla“, sicherte er sich Silber und im Vierer-Wettkampf belegte er den Bronzemedaillenrang. 1994 war er erneut Mitglied des Teams bei den Südamerikaspielen in Valencia. Bei den Panamerikanischen Spielen 1995 in Mar del Plata gehörte er ebenfalls dem uruguayischen Aufgebot an. Bei beiden Veranstaltungen erreichte er das Siegertreppchen aber ebenso wenig, wie bei seiner dritten Teilnahme an Südamerikaspielen im Jahr 1998. Erfolgreicher gestaltete sich die Südamerikaspiele 2002 für ihn. Bei jenen ODESUR-Spielen klassierte er im Doppelwettbewerb an der Seite von Roberto Barañano mit 2380 Punkten auf dem Silbermedaillenrang. Im Vierer-Wettbewerb gewann er zudem gemeinsam mit Gustavo García, Juan Ramón Perez und Roberto Barañano eine weitere Bronzemedaille. In jenem Jahr startete er für Fun Station Bowling. Im Februar 2003 siegte er beim im „For Fan Bowling“ in Buenos Aires ausgerichteten „Torneo Aniversario“ in der Maestro-Klasse, bei dem er sich im entscheidenden Duell gegen Lucas Legnani durchsetzte. Sodann nahm er noch an den Panamerikanischen Spielen 2003 und an den Südamerikaspielen 2006 teil. Bei diesen Südamerikaspielen erreichte er allerdings im Einzelwettbewerb lediglich den 33. Rang unter 37 Teilnehmern. Im Doppel wurde er gemeinsam mit Roberto Barañano 10. von 17 gestarteten Paaren.